# Artjom Walentinowitsch Kusnezow
Artjom Walentinowitsch Kusnezow (russisch Артём Валентинович Кузнецов, wiss. Transliteration Artëm Valentinovič Kuznecov; * 14. November 1987 in Jarzewo) ist ein ehemaliger russischer Eisschnellläufer.

## Werdegang
Kusnezow nahm zu Beginn der Saison 2011/12 in Tscheljabinsk erstmals am Eisschnelllauf-Weltcup teil, wobei er in der B-Gruppe die Plätze 16 und zehn über 500 m errang. Im weiteren Saisonverlauf kam er bei den Einzelstreckenweltmeisterschaften 2012 in Heerenveen auf den 16. Platz über 500 m und bei der Sprintweltmeisterschaft 2012 in Calgary auf den 12. Rang. In der Saison 2013/14 holte er in Astana über 500 m seinen einzigen Weltcupsieg und errang dort im zweiten Lauf über 500 m den dritten Platz. Zudem erreichte er mit fünf weiteren Top-Zehn-Platzierungen zum Saisonende den fünften Platz in der Weltcupwertung über 500 m. Beim Saisonhöhepunkt, den Olympischen Winterspielen 2014 in Sotschi, belegte er den 19. Platz über 500 m. Nachdem er in der Saison 2015/16 im Teamsprint mit dem dritten Platz in Calgary und mit dem zweiten Platz in Salt Lake City seine nächsten Podestplatzierungen im Weltcup erringen konnte, lief er bei den Einzelstreckenweltmeisterschaften 2017 in Gangneung auf den 17. Platz über 500 m. Nach Platz drei im Teamsprint in Heerenveen zu Beginn der Saison 2017/18, wurde er in Calgary Zweiter im Teamsprint und errang über 500 m in Erfurt sowie im Teamsprint in Minsk jeweils den dritten Platz. Bei den Europameisterschaften 2018 in Kolomna belegte er den fünften Platz über 500 m und bei der Mehrkampfeuropameisterschaft 2019 in Klobenstein den vierten Rang im Sprint-Mehrkampf. Seinen letzten Weltcup absolvierte er im November 2019 in Minsk, wobei er aber disqualifiziert wurde.

## Erfolge

### Olympische Spiele
- 2014 Sotschi: 19. Platz 500 m

### Einzelstrecken-Weltmeisterschaften
- 2012 Heerenveen: 16. Platz 500 m
- 2017 Gangneung: 17. Platz 500 m

### Sprint-Weltmeisterschaften
- 2012 Calgary: 12. Platz Sprint-Mehrkampf

### Europameisterschaften
- 2018 Kolomna: 5. Platz 500 m
- 2019 Klobenstein: 4. Platz Sprint-Mehrkampf

### Weltcupsiege im Einzel
| Nr. | Datum             | Ort    | Disziplin |
| --- | ----------------- | ------ | --------- |
| 1.  | 30. November 2013 | Astana | 500 m     |

## Persönliche Bestzeiten
| Disziplin | Zeit        | Datum             | Ort           |
| --------- | ----------- | ----------------- | ------------- |
| 500 m     | 34,35 s     | 3. Dezember 2017  | Calgary       |
| 1000 m    | 1:08,77 min | 28. Januar 2012   | Calgary       |
| 1500 m    | 1:51,85 min | 20. November 2010 | Kolomna       |
| 3000 m    | 4:19,71 min | 8. November 2006  | Kolomna       |
| 5000 m    | 8:26,46 min | 25. Februar 2005  | Jekaterinburg |